# Родники (Шуміхинський округ)
Родники́ (рос. Родники) — присілок у складі Шуміхинського району Курганської області, Росія. Входить до складу Стариковської сільської ради.
Населення — 78 осіб (2010, 133 у 2002).
Національний склад станом на 2002 рік: росіяни — 91 %.